# Charles Whitman
Charles Joseph Whitman (Lake Worth, 24 giugno 1941 – Austin, 1º agosto 1966) è stato un criminale statunitense, appartenente al corpo dei Marine, noto per essere stato responsabile di una strage avvenuta il 1º agosto 1966 ad Austin.
L'autopsia sul corpo di Whitman riscontrò un tumore avanzato al cervello, ma si ignora se questo sia stato, tutto o in parte, causa dello scatenarsi della follia omicida. Whitman è citato nel celeberrimo discorso contro il PIL, tenuto nel marzo del 1968 all'Università del Kansas, da Robert Kennedy, il quale sostiene che nel calcolo del reddito nazionale rientra anche il fucile di Whitman, mentre mancano tutte le cose che rendono la vita degna di essere vissuta.

## Biografia
Charles Joseph Whitman, nato il 24 giugno 1941 a Lake Worth in Florida presso una famiglia benestante e cristiana, fu addestrato fin dall'infanzia, insieme ai due fratelli Patrick e John, all'uso delle armi da fuoco dal padre, un uomo devotamente cattolico ma dalla natura eccessivamente rigorosa e in più occasioni violento nei confronti della moglie, tanto da spingerla a chiedere il divorzio e a trasferirsi in Texas nel 1966. A soli 12 anni ottenne il riconoscimento di Eagle Scout (tiratore scelto), divenendo il primo abitante di Lake Worth ad ottenerlo così precocemente.
Charles si arruolò, sembra contro il volere del padre, nel corpo dei Marine il 6 luglio 1959; una volta congedatosi s'iscrisse all'Università del Texas ad Austin il 15 settembre 1961, coltivando passioni quali il karate e la caccia, ma ottenendo come studente risultati mediocri; a seguito di un macabro gesto in cui fu ucciso un cervo che fu lasciato scuoiato all'interno di una doccia, la borsa di studio gli fu ritirata nel 1963.
Nell'agosto del 1962 sposò Kathleen Frances Leissner, una studentessa dello stesso Ateneo, e si arruolò nuovamente nei Marine, trasferendosi in Carolina del Nord, dove fu promosso al grado di caporale ma, dopo essere stato sottoposto a Corte marziale per gioco d'azzardo, possesso di arma da fuoco personale e aggressione ai danni di un collega, fu condannato a 30 giorni di carcere più 90 di lavori forzati e degradato al rango di soldato semplice.
Congedato con onore nel dicembre del 1964, s'iscrisse nuovamente all'Università del Texas, svolgendo contemporaneamente vari lavori, ma continuando a soffrire di una ricorrente cefalea, che già da diverso tempo egli tentava di curare con l'uso di anfetamine, e che con il tempo sembrava divenire sempre più frequente e sempre più intensa; nel maggio del 1966 la madre, a seguito del protrarsi dei litigi con il marito, chiese il divorzio e Charles la condusse a vivere con sé ad Austin.

### La strage
Il 1º agosto 1966, poco dopo la mezzanotte, Charles uccise la madre strangolandola con un tubo di gomma, e la moglie con cinque coltellate mentre dormiva, lasciando accanto ai due cadaveri una lettera, redatta il giorno prima, in parte scritta a macchina e in parte scritta a mano, in cui si autoaccusava del duplice delitto; successivamente, nella tarda mattinata, si recò all'Università del Texas e, confondendosi con gli studenti che affollavano l'istituzione, s'introdusse nella "torre dell'Università" con tutto l'equipaggiamento preparato in precedenza e contenuto in alcune borse.
Tra i vari oggetti ritrovati dalla polizia vi erano: una radio, alcune bottiglie di acqua minerale, un machete, un martello, un kit di pulizia per le armi, ottiche di precisione per fucili, un binocolo, alcuni coltelli, una torcia elettrica, tappi per le orecchie, una sbarra di ferro, un paio di guanti, alcune cibarie, un rotolo di carta igienica, due pistole, un fucile di precisione Remington da .35 pollici (9mm), un fucile da caccia, un fucile a pompa, una carabina e 700 munizioni. Dopo essere arrivato in cima, al ventottesimo piano dove si trova una terrazza panoramica, uccise la receptionist colpendola alla testa con una sbarra di ferro e alle 11.45 cominciò a sparare ripetutamente sulla folla sottostante.
Nei 96 minuti successivi Whitman esplose 46 colpi di fucile, tutti andati a segno, causando la morte di 16 persone (tra cui un poliziotto centrato a 500 metri di distanza) e ferendone altre 30, tra cui una ragazza incinta di otto mesi che perderà il bambino. Intorno alle 13.30, due poliziotti, Houston McCoy e Ramiro Martinez, riuscirono a penetrare nella terrazza, sorprendendo l'omicida alle spalle e uccidendolo con due colpi alla nuca. Nonostante la strage compiuta, a Whitman venne concesso un funerale cattolico, avvenuto nella sua città natale il 5 agosto 1966 in contemporanea a quello della madre; dal momento che era un veterano militare venne sepolto con gli onori militari e la sua bara venne drappeggiata con la bandiera americana.

## Riferimenti nella cultura popolare
Cita la strage compiuta da Charles Whitman, ricordandolo – unitamente all'assassino di John Fitzgerald Kennedy, Lee Harvey Oswald – come appartenente al Corpo dei Marine, il personaggio del Sergente Maggiore Hartmann, nel film del 1987 Full Metal Jacket di Stanley Kubrick, mentre, arringando le reclute durante la loro formazione, ricorda loro con enfasi «cosa può fare un Marine motivato con l'aiuto del suo fucile».
Nel libro di Stephen King Needful Things (Cose preziose in italiano) Charles Whitman viene citato per il dubbio che il tumore al cervello rilevato grazie all'autopsia sia stata la causa del compimento della strage dalla Texas Tower.
Charles Whitman viene citato nel film Assassini nati - Natural Born Killers del 1994 di Oliver Stone come assassino della madre del personaggio Jack Scagnetti.
Viene citato nel sesto episodio della prima stagione della serie tv di Black Lagoon.

## Galleria d'immagini

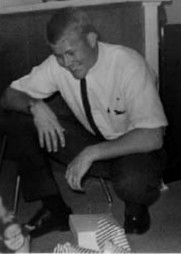
Immagine di Charles Whitman.
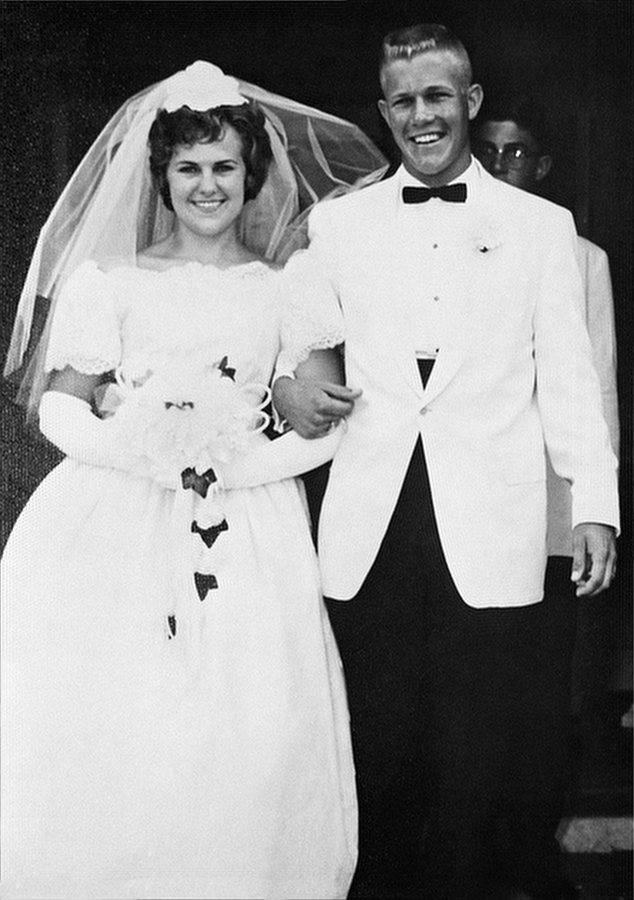
Charles Whitman e sua moglie Kathleen Frances Leissner nel giorno del loro matrimonio.
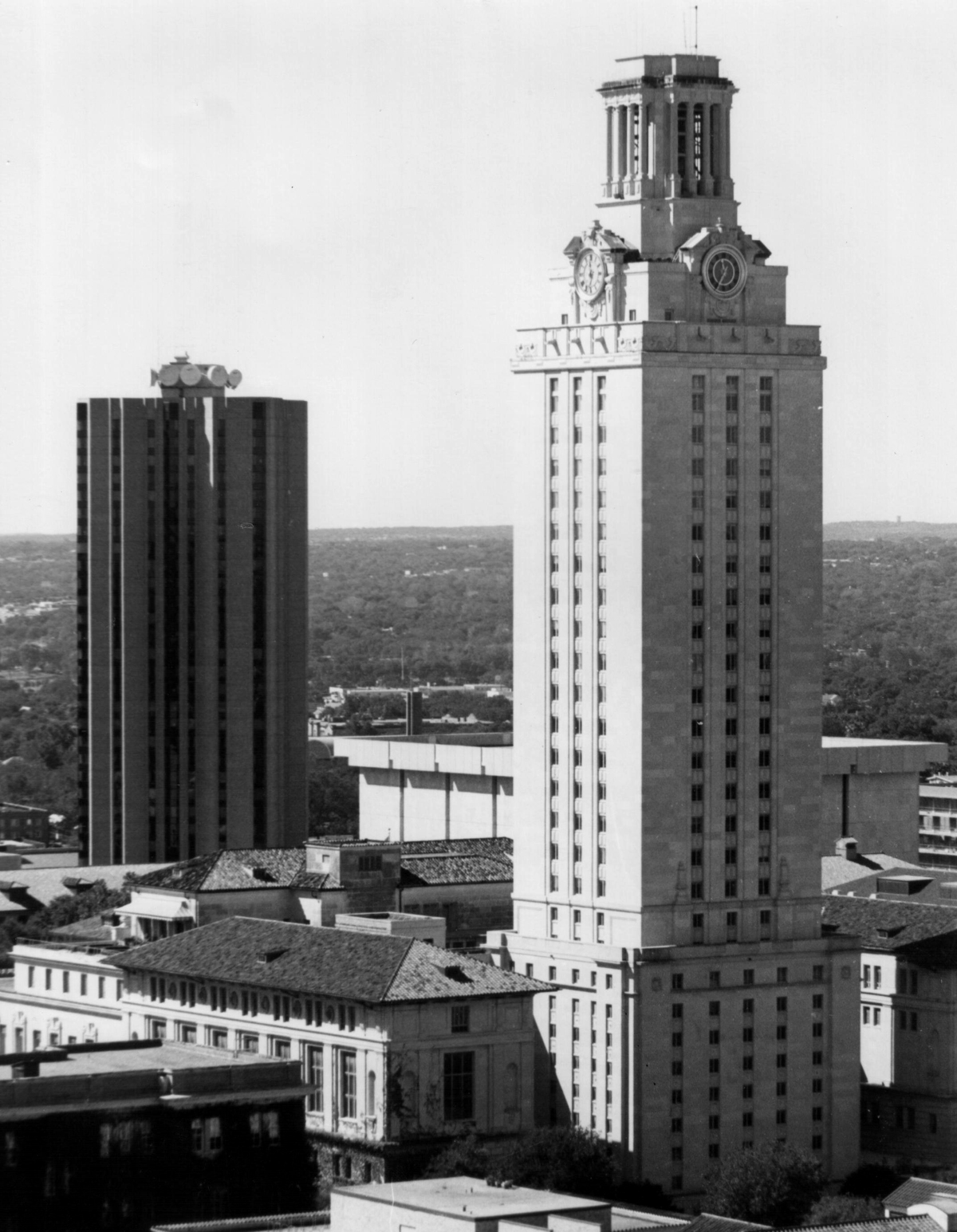
La torre dell'Università del Texas da cui Whitman sparò sulla folla.
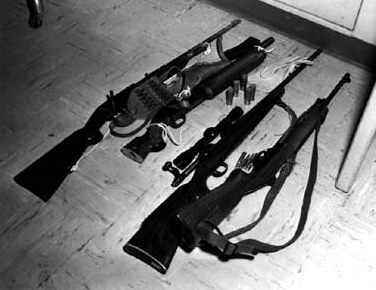
I fucili utilizzati da Charles Whitman per la strage.
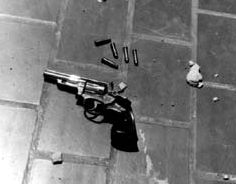
La pistola .357 Magnum di Charles Whitman.
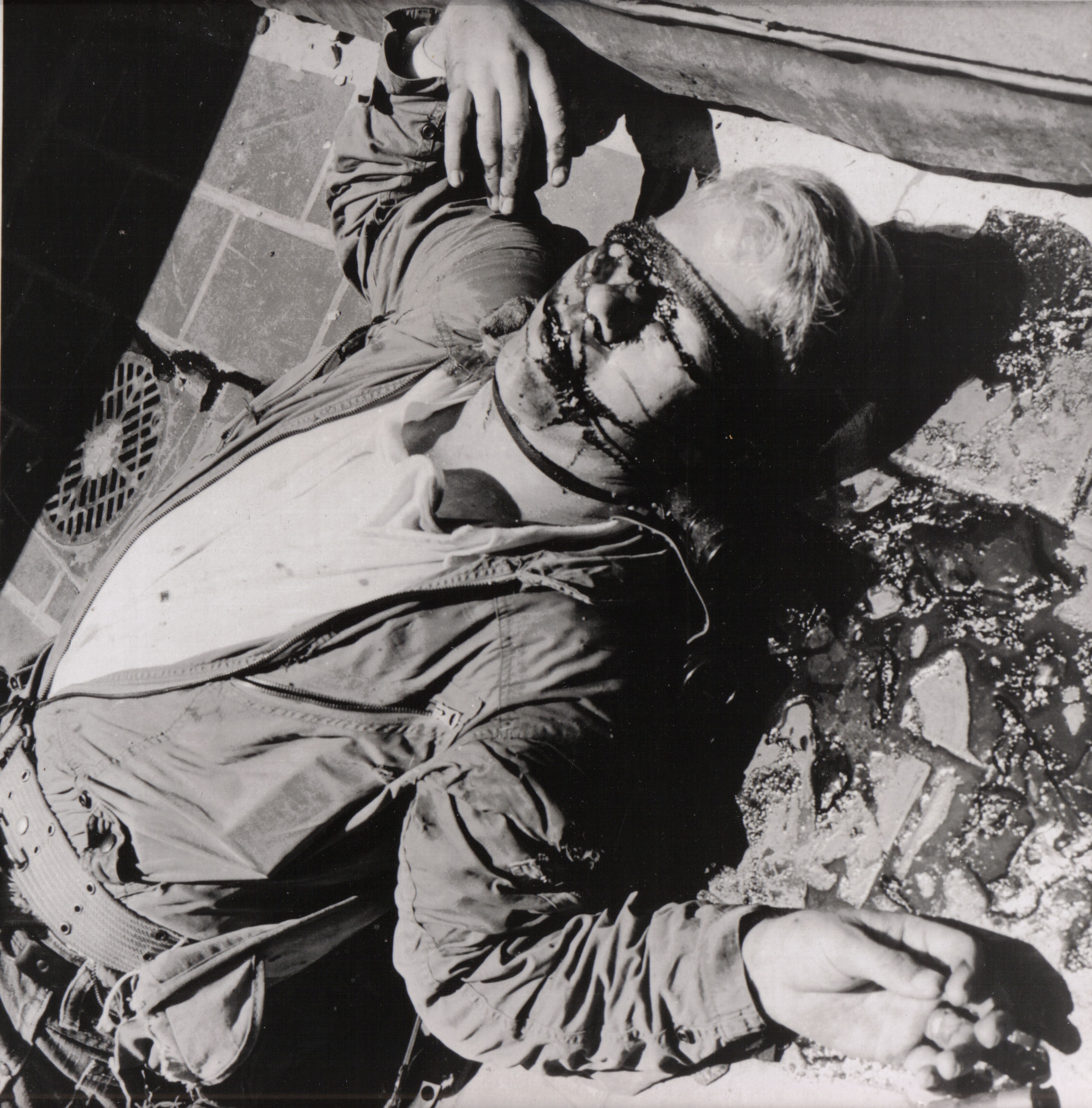
Il cadavere di Charles Whitman, appena freddato dalla polizia il giorno della strage.